# Serrat de la Guilla
El Serrat de la Guilla és una serra situada al municipi de Pardines (Ripollès).